# Наумівка (Євпаторійський район)
Нау́мівка (до 1945 року — Бузул-Джанкой; крим. Buzul Canköy, раніше — Боз-Оглу́-Джанко́й; крим. Boz Oğlu Canköy) — село Євпаторійського району Автономної Республіки Крим.
Відстань від райцентру до населеного пункта становить 26 кілометрів по прямій.
На північ від села розташовані військові склади російських окупантів, а на південь — Західно-Кримська мобільна газотурбінна електростанція.